# Чибисова, Светлана Михайловна
Светлана Михайловна Чибисова (26 марта 1927, Чугуев — 28 октября 2020) — украинская актриса; народная артистка УССР с 1972 года.

## Биография
Родилась 26 марта 1927 года в городе Чугуеве (ныне Харьковская область, Украина). В 1951 году окончила Харьковский театральный институт. В 1951—1988 годах — актриса Харьковского украинского драматического театра имени Т. Г. Шевченко. Была членом КПСС с 1972 года.
Умерла 28 октября 2020 года.

## Роли
- Наталья («Лымеривна» Панаса Мирного);
- донна Анна («Каменный властелин» Леси Украинки);
- Оксана («Гибель эскадры» А. Корнейчука);
- Анна Павловна («Живой труп» Л. Толстого);
- Василиса («Каса маре» И. Друцэ).